# Баба, Абдул Рахман
Абду́л Рахма́н Ба́ба (англ. Abdul Rahman Baba; род. 2 июля 1994, Тамале) — ганский футболист, левый защитник греческого клуба ПАОК и сборной Ганы.

## Клубная карьера
Баба начинал карьеру в клубе «Дримс». В 2011 году он перешёл в клуб «Асанте Котоко», с которым в сезоне 2011/12 стал чемпионом Ганы.
Летом 2012 года Баба подписал пятилетний контракт с немецким клубом «Гройтер Фюрт». 19 августа 2012 года он дебютировал за новый клуб в матче Кубка Германии против «Киккерса» из Оффенбаха (0:2), выйдя на замену на 58-й минуте и получив красную карточку. 25 сентября 2012 года Баба дебютировал в Бундеслиге в домашнем матче против дюссельдорфской «Фортуны» (0:2). 11 августа 2014 года, в матче против «Нюрнберга» (5:1), он забил первые два гола за «Гройтер Фюрт».
12 августа 2014 года Баба перешёл в «Аугсбург» за 2,5 млн евро.

### «Челси»
15 августа 2015 года Баба подписал контракт с лондонским «Челси», сумма сделки составила 20 млн евро. 16 сентября дебютировал за «Челси», выйдя в основном составе на первый матч группового раунда Лиги чемпионов УЕФА против «Маккаби Тель-Авив» (4:0). В сезоне 2015/16 годов Баба провёл за «Челси» 23 матча в сезоне во всех соревнованиях. После окончания сезона Баба не смог выиграть конкуренцию у Сезара Аспиликуэты, и был вынужден покинуть команду.

#### «Шальке»

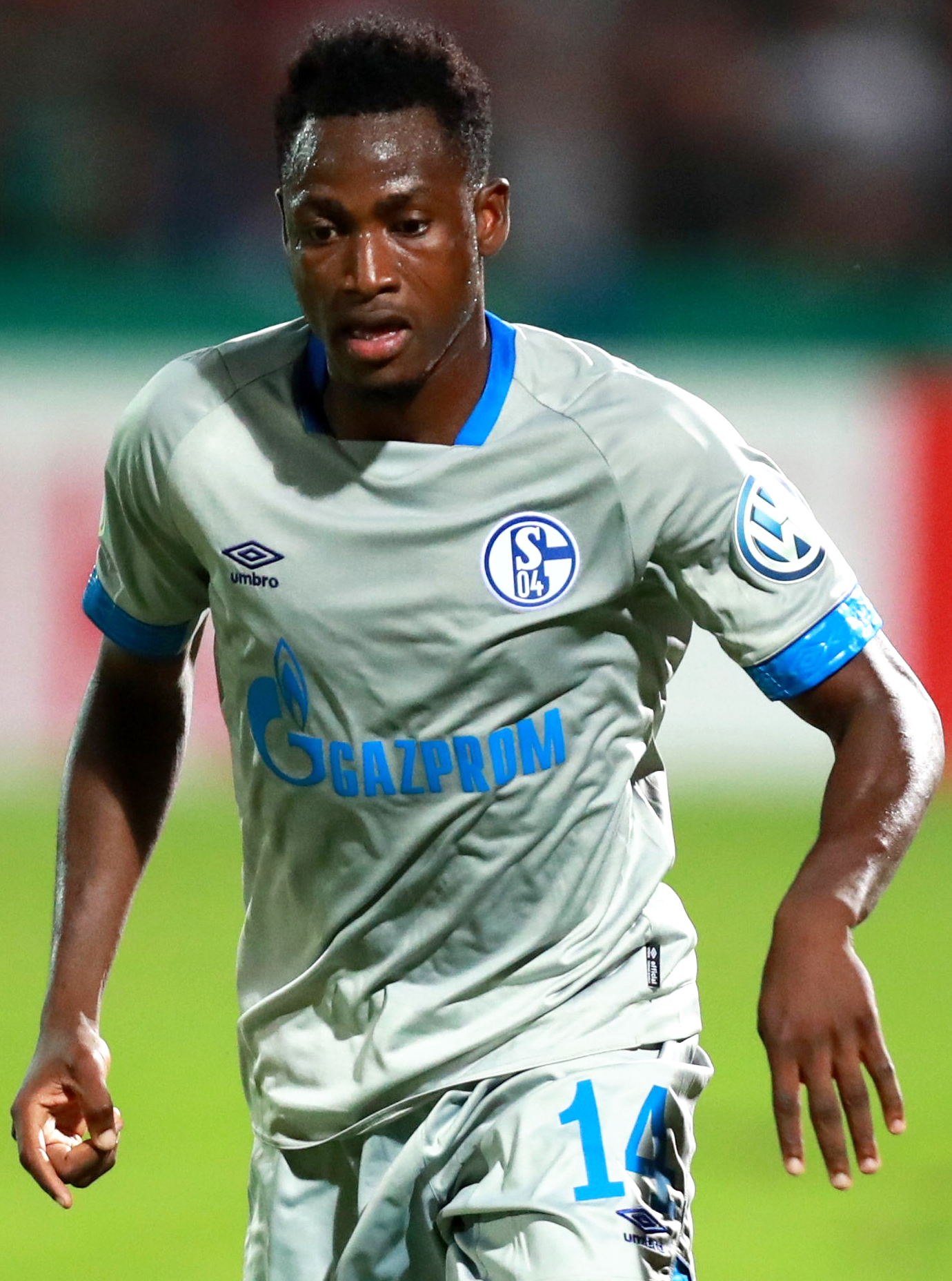
Баба в составе «Шальке»

2 августа 2016 года было объявлено об аренде ганского защитника немецким клубом «Шальке». Дебют Баба за «горняков» состоялся 20 августа 2016 года в поединке в рамках Кубка Германии против клуба «Филлинген» (4:1). 27 августа, в матче против «Айнтрахта» (0:1), состоялся дебют ганского защитника в Бундеслиге. В конце первого круга Рахман смог застолбить за собой роль основного левого защитника клуба. В начале 2017 года Баба получил серьёзную травму в поединке Кубка африканских наций 2017 года, которая выбила его из строя на целый год.
Баба был вынужден вернуться в «Челси», где проходил реабилитацию после операции. В декабре 2017 года игрок полностью восстановился от травмы и приступил к тренировкам с «Челси».
29 января 2018 года было объявлено о возвращении Баба в «Шальке», который присоединился к клубу на правах аренды до конца сезона 2018/19. В январе 2019 года «Челси» вернул его из «Шальке» и отправил в аренду до конца сезона 2018/19 во французский «Реймс».
2 сентября 2019 года Баба отправился в аренду на один год в испанскую «Мальорку».

## Международная карьера
В 2010 году Баба был впервые приглашён в молодёжную сборную Ганы до 20 лет, а в 2012 году он стал её капитаном. В марте 2013 года Абдул Рахман впервые получил приглашение в сборную Ганы. В 2015 году Баба попал в состав сборной на Кубок африканских наций 2015, где завоевал серебряные медали.
14 ноября 2022 года был включён в официальную заявку сборной Ганы для участия в матчах чемпионата мира 2022 года в Катаре.

## Достижения
«Асанте Котоко»
- Чемпион Ганы: 2011/12

ПАОК
- Обладатель Кубка Греции: 2020/21

«Челси»
- Обладатель Суперкубка УЕФА: 2021

Сборная Ганы
- Серебряный призёр Кубка африканских наций: 2015

## Статистика выступлений

### Клубная статистика
| Выступление      | Выступление      | Выступление      | Лига | Лига | Кубок | Кубок | Кубок лиги | Кубок лиги | Еврокубки | Еврокубки | Прочие | Прочие | Итого | Итого |
| Клуб             | Лига             | Сезон            | Игры | Голы | Игры  | Голы  | Игры       | Голы       | Игры      | Голы      | Игры   | Голы   | Игры  | Голы  |
| ---------------- | ---------------- | ---------------- | ---- | ---- | ----- | ----- | ---------- | ---------- | --------- | --------- | ------ | ------ | ----- | ----- |
| Гройтер Фюрт     | Бундеслига       | 2012/13          | 20   | 0    | 1     | 0     | —          | —          | —         | —         | —      | —      | 21    | 0     |
| Гройтер Фюрт     | Бундеслига 2     | 2013/14          | 22   | 0    | 1     | 0     | —          | —          | —         | —         | 2      | 0      | 25    | 0     |
| Гройтер Фюрт     | Бундеслига 2     | 2014/15          | 2    | 2    | 0     | 0     | —          | —          | —         | —         | —      | —      | 2     | 2     |
| Гройтер Фюрт     | Итого            | Итого            | 44   | 2    | 2     | 0     | —          | —          | —         | —         | 2      | 0      | 48    | 2     |
| Аугсбург         | Бундеслига       | 2014/15          | 31   | 0    | 0     | 0     | —          | —          | —         | —         | —      | —      | 31    | 0     |
| Аугсбург         | Бундеслига       | 2015/16          | 0    | 0    | 1     | 0     | —          | —          | —         | —         | —      | —      | 1     | 0     |
| Аугсбург         | Итого            | Итого            | 31   | 0    | 1     | 0     | —          | —          | —         | —         | —      | —      | 32    | 0     |
| Челси            | Премьер-лига     | 2015/16          | 15   | 0    | 2     | 0     | 2          | 0          | 4         | 0         | 0      | 0      | 23    | 0     |
| Челси            | Итого            | Итого            | 15   | 0    | 2     | 0     | 2          | 0          | 4         | 0         | 0      | 0      | 23    | 0     |
| → Шальке 04      | Бундеслига       | 2016/17          | 13   | 0    | 2     | 0     | —          | —          | 6         | 1         | 0      | 0      | 21    | 1     |
| → Шальке 04      | Итого            | Итого            | 13   | 0    | 2     | 0     | —          | —          | 6         | 1         | 0      | 0      | 21    | 1     |
| Всего за карьеру | Всего за карьеру | Всего за карьеру | 103  | 2    | 7     | 0     | 2          | 0          | 10        | 1         | 2      | 0      | 124   | 3     |

### Международная статистика
| Сборная          | Сезон            | Товарищеские | Товарищеские | Турниры | Турниры | Всего | Всего |
| Сборная          | Сезон            | Игры         | Голы         | Игры    | Голы    | Игры  | Голы  |
| ---------------- | ---------------- | ------------ | ------------ | ------- | ------- | ----- | ----- |
| Гана             | 2014             | 0            | 0            | 5       | 0       | 5     | 0     |
| Гана             | 2015             | 2            | 0            | 10      | 0       | 12    | 0     |
| Гана             | 2016             | 1            | 0            | 3       | 0       | 4     | 0     |
| Всего за карьеру | Всего за карьеру | 3            | 0            | 18      | 0       | 21    | 0     |

### Матчи и голы за сборную
| Матчи и голы Абдул Рахмана Бабы за сборную Ганы | Матчи и голы Абдул Рахмана Бабы за сборную Ганы | Матчи и голы Абдул Рахмана Бабы за сборную Ганы | Матчи и голы Абдул Рахмана Бабы за сборную Ганы | Матчи и голы Абдул Рахмана Бабы за сборную Ганы | Матчи и голы Абдул Рахмана Бабы за сборную Ганы | Матчи и голы Абдул Рахмана Бабы за сборную Ганы |
| №                                               | Дата                                            | Оппонент                                        | Счёт                                            | Голы Бабы                                       | Соревнование                                    |                                                 |
| ----------------------------------------------- | ----------------------------------------------- | ----------------------------------------------- | ----------------------------------------------- | ----------------------------------------------- | ----------------------------------------------- | ----------------------------------------------- |
| 1                                               | 10 сентября 2014                                | Того                                            | 3:2                                             | —                                               | Отборочные матчи КАН-2015                       |                                                 |
| 2                                               | 11 октября 2014                                 | Гвинея                                          | 1:1                                             | —                                               | Отборочные матчи КАН-2015                       |                                                 |
| 3                                               | 15 октября 2014                                 | Гвинея                                          | 3:1                                             | —                                               | Отборочные матчи КАН-2015                       |                                                 |
| 4                                               | 15 ноября 2014                                  | Уганда                                          | 0:1                                             | —                                               | Отборочные матчи КАН-2015                       |                                                 |
| 5                                               | 19 ноября 2014                                  | Того                                            | 3:1                                             | —                                               | Отборочные матчи КАН-2015                       |                                                 |
| 6                                               | 19 января 2015                                  | Сенегал                                         | 1:2                                             | —                                               | Финальные матчи КАН-2015                        |                                                 |
| 7                                               | 23 января 2015                                  | Алжир                                           | 1:0                                             | —                                               | Финальные матчи КАН-2015                        |                                                 |
| 8                                               | 27 января 2015                                  | ЮАР                                             | 2:1                                             | —                                               | Финальные матчи КАН-2015                        |                                                 |
| 9                                               | 1 февраля 2015                                  | Гвинея                                          | 3:0                                             | —                                               | Финальные матчи КАН-2015                        |                                                 |
| 10                                              | 5 февраля 2015                                  | Экваториальная Гвинея                           | 3:0                                             | —                                               | Финальные матчи КАН-2015                        |                                                 |
| 11                                              | 8 февраля 2015                                  | Кот-д’Ивуар                                     | 0:0                                             | —                                               | Финальные матчи КАН-2015                        |                                                 |
| 12                                              | 8 июня 2015                                     | Того                                            | 1:0                                             | —                                               | Товарищеский матч                               |                                                 |
| 13                                              | 14 июня 2015                                    | Маврикий                                        | 7:1                                             | —                                               | Отборочные матчи КАН-2017                       |                                                 |
| 14                                              | 1 сентября 2015                                 | Республика Конго                                | 3:2                                             | —                                               | Товарищеский матч                               |                                                 |
| 15                                              | 5 сентября 2015                                 | Руанда                                          | 1:0                                             | —                                               | Отборочные матчи КАН-2017                       |                                                 |
| 16                                              | 13 ноября 2015                                  | Коморы                                          | 0:0                                             | —                                               | Отборочные матчи ЧМ-2018                        |                                                 |
| 17                                              | 17 ноября 2015                                  | Коморы                                          | 2:0                                             | —                                               | Отборочные матчи ЧМ-2018                        |                                                 |
| 18                                              | 24 марта 2016                                   | Мозамбик                                        | 3:1                                             | —                                               | Отборочные матчи КАН-2017                       |                                                 |
| 19                                              | 27 марта 2016                                   | Мозамбик                                        | 0:0                                             | —                                               | Отборочные матчи КАН-2017                       |                                                 |
| 20                                              | 5 июня 2016                                     | Маврикий                                        | 2:0                                             | —                                               | Отборочные матчи КАН-2017                       |                                                 |

Итого: 20 матчей / 0 голов; 14 побед, 4 ничьи, 2 поражения.